# منطقه جنوب (کامرون)
منطقه جنوبی (به فرانسوی: Région du Sud) در بخش جنوب غربی و جنوب مرکزی جمهوری کامرون واقع شده‌است. از شرق با منطقه شرق، از شمال با منطقه مرکز، از شمال غرب با منطقه ساحلی، از غرب با خلیج گینه (بخشی از اقیانوس اطلس) و از جنوب با کشورها همسایه است. گینه استوایی، گابن و کنگو. منطقه جنوبی ۴۷۷۲۰ کیلومتر مربع مساحت دارد که آن را به چهارمین منطقه بزرگ کشور تبدیل می‌کند. گروه‌های قومی اصلی، اقوام مختلف بتی پاهوین، مانند اووندو، نیش و بولو هستند منطقه جنوبی دارای حجم مناسبی از صنعت است، تجارت اصلی آن شامل چوب بری، الوار، معدن، و حفاری نفت در دریا است. کشاورزی تجاری نیز در جنوب مهم است و عمده محصولات کشاورزی کاکائو و لاستیک است. پرورش گاو و ماهیگیری نیز مؤلفه‌های اقتصادی مهمی هستند. بخش عمده ای از جمعیت را کشاورزان معیشت تشکیل می‌دهند.

## نگارخانه

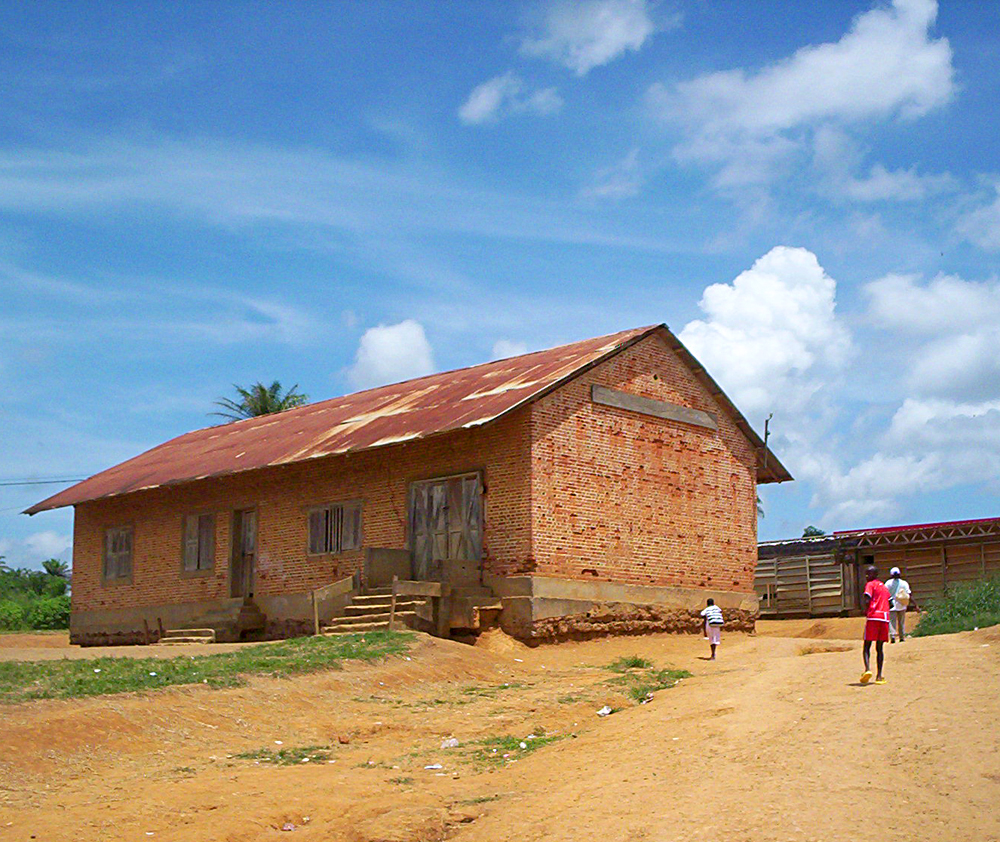
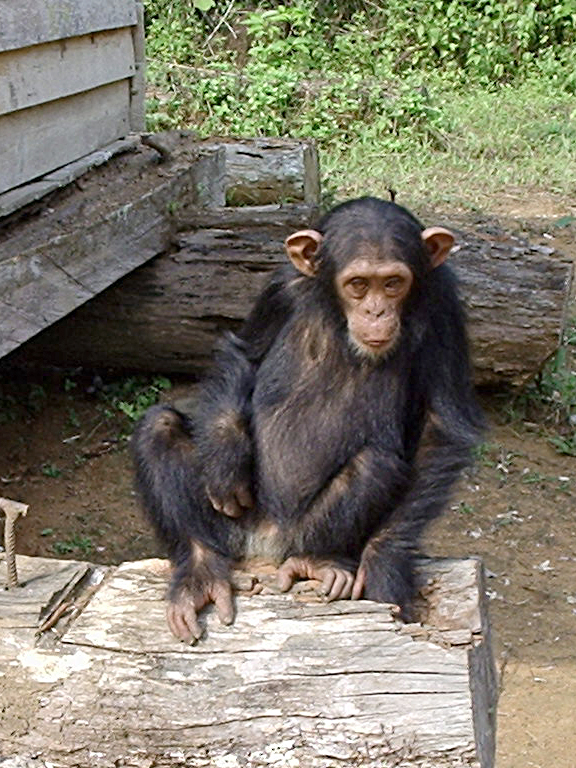